# Tetsuzo Akutsu
Tetsuzo Akutsu (Giappone, 20 agosto 1922 – 9 agosto 2007) è stato un medico giapponese.
Tetsuzo Akutsu è stato un esperto in materia di sviluppo del cuore artificiale. Nel 1950, il Dr. Akutsu era un membro della squadra che lavorava al progetto del cuore artificiale promosso dal dottor Willem Johan Kolff alla Cleveland Clinic. Nel 1957, il gruppo ha impiantato un cuore artificiale totale in un animale che ha vissuto per 90 minuti. Fu il primo impianto sperimentale di successo di un cuore artificiale totale negli Stati Uniti. Akutsu era uno dei principali collaboratori di Kolff  ed il suo contributo è stato ben descritto.

## Il rapporto con Kolff
I due iniziano a collaborare, intorno al 1950, al progetto "macchina cuore-polmoni". Pochi anni dopo, durante il terzo congresso ASAIO nel 1957, il fondatore Peter Salisbury sollevò una questione da cui Kolff e Akutsu presero spunto per dar slancio alle loro scoperte. Egli infatti s'interrogò sulla possibilità di costruire un cuore artificiale capace di sostituire quello naturale malfunzionante. Fu allora che i due decisero di ideare un cuore artificiale.

## Il primo modello del cuore artificiale
I due dottori portarono avanti un lavoro intenso per un anno. Posero le basi teoriche per la costruzione del modello, che sperimentarono in seguito: aveva quattro camere in plastica, era attivato da batterie e la pressione del ciclo idraulico era usata per mantenere il flusso sanguigno. Dapprima lo sperimentarono in un cane morto, e riuscirono a ristabilire la circolazione sanguigna per qualche ora. Poi fecero lo stesso tentativo su un cane vivo, a cui sostituirono il cuore naturale con quello artificiale. Il cane restò in vita per novanta minuti.
Kolff e Akutsu presentarono i loro risultati al congresso ASAIO nel 1958.

## Sviluppi del progetto e fine carriera
Negli anni seguenti il Dr. Akutsu continua le sue ricerche e continua a collaborare nella squadra organizzata da Kolff. Diede il suo contributo alla realizzazione dell'innovativo Jarvik-7, un cuore artificiale il cui nome deriva da un altro componente del team, Robert Jarvik.  Nel 1981 avvenne il secondo impianto di cuore artificiale in un essere umano, e questo fu per Akutsu motivo di grande soddisfazione. Il Dr. Cooley e il suo team THI condussero l'operazione. Dopo il suo ritorno in Giappone,  Akutsu continuò il suo ruolo fondamentale di leadership in questo campo e diede sostegno ai giovani ricercatori.